# Аждаја
Аждаја је биће из митологије Јужних Словена. Вјеровање о постојању овог митолошког бића је раширено међу становницима у Србији, у Босни и Херцеговини, у Хрватској (Подравина, Далмација), у Црној Гори, Македонији и у Бугарској.

## Етимологија назива
Назив аждаја потиче од персијске ријечи аздаха (перс. اژدها тр. azdahā). У српски језик је овај назив дошао посредством турског језика. У старим иранским текстовима и иранском фолклору ријеч аздаха је везана за назив ажи даха (перс. اژی دهاک тр. Aži Dahāka) (гдје ажи значи змија), што је назив злог митолошког бића (знаног још као Захак (перс. ضحّاک тр. Zahhāk) које се уобичајено представљала у облику дивовске змије (змаја) која живи у ваздуху, на земљи или у мору. Понекад се ово биће повезује са одређеним природним појавама, нарочито са кишом и помрачењем сунца. Биће са сличним називом среће се у вјеровањима турских народа Мале и средње Азије, као и код народа из Казахстана, Поволожја и Западног Сибира.
У неким крајевима се могу пронаћи и други називи за аждају, као што су:
- у Србији, Црној Гори и у Босни и Херцеговини:
  - аждаа, аждава, аждај, аждајка, аждаха, ажделија, аждер, аждраја[6][7], еждер и ождаха;
- у Бугарској (Родопи):
  - аждарха (буг. аждарха), аждер (буг. аждер), аждеро (буг. аждеро), аждраја (буг. аждрая) и еждраја (буг. еждрая);
- у Македонији:
  - ажда, аждар (мкд. аждар) и аждер (мкд. аждер);
- у Хрватској:
  - ажаја и хаждаја (у мађарској Подравини),
  - аждајкиња (у Далмацији).

Назив аждаја такође у неким крајевима може бити синоним за змаја, алу или ламју.

## Опис аждаје у митологији и народним предањима
У митологији и народним предањима постоји неколико различити описа аждаје који варирају од краја до краја:
- По једном народном вјеровању аждаја је биће које представљено као огромно крилато змијолико чудовиште с непарним бројем глава са ушима, са четири кратке ноге и крилима као у слијепог миша. Најчешће спомињу троглаве аждаје, затим седмоглаве и деветоглаве, а ријеђе аждаје са двије главе. За аждаје се спомиње да им отворених чељусти излази модар пламен, да грозно ричу и да имају страшан поглед, љуте су, прождрљиве и незасите. Станују у пећинама, планинским језерима, мочварама или дубоким водама, одакле излазе и гутају стоку. Такође се спомиње да се аждаје бораве и у паклу гдје једу грешнике[1][2];
- По народним представама из Херцеговине аждаја је огромна вишеглава змијурина која живи у језерима, и која може прогутати и коња и јахача[1][2];
- У Кратову аждаја је описивана као биће у виду великог гуштера с танким тијелом, четири ноге, дугачким репом и крилима, великом главом као у лава са крупним сјајним очима, великим чељустима, оштрим зубима и сa ватреним језиком[1][2][8];
- По веровању из Високог аждаја је описивана као биће са оклопљеном главом тврдом као "као сач", па је стога једини начин да је јунак убије је да јој одсјече главу[1][2];
- У Бугарској (Родопи) аждају су описивали као велику змију с две главе, која може мијењати свој облик[1][2];
- Код подравских Хрвата, аждаја је биће налик на дебелу змијурину с више глава која борави у мочварама и ту прождире људе[1][2];
- На Динари аждају су описивали као дугачку змију која прождире цјеле људе, а иза ње остаје траг "као да се велико дрво вукло"[1][2];

У митологији и народним предањима постоји неколико различити начина како настаје аждаја:
- По једном народном вјеровању када змија која наврши тридесет (или сто година) и прождере другу змију, тада она добије ноге и крила и постаје аждаја;
- У околини Високог се сматрало да кад змија наврши стотину година, добија крила и постаје аждаја;
- У околини Рожаја се сматрало да кад змија наврши четрдесет година, а за то је вријеме ни један човјек не види, она порасте и постаје аждаја[9];
- У Чечу се сматрало да кад змија наврши дванаест, четрдесет или сто година она порасте и постаје аждаја.

Према народном вјеровању аждају могу да виде и видовити људи и смртни људи. Она се не може лако убити из пушке, јер олово одскаче од ње. Једини начин да се аждаја убије јесте да јој се одруби глава. Човјек који успије да убије аждају мора убрзо да умре. По народном предању из тијела убијене аждаје настају мухе, мушице, змије, гуштери, мишеви и пацови. Постоје и народна предања по којима аждаја чува закопано благо. Противници аждаје у народним предањима су змајеви, облачари, св. Илија, св. Ђорђе, св. Стефан, св. Сава, Милош Обилић, Краљевић Марко, итд.
У нашим народним вјеровањима се спомиње да аждаја зна да напада Сунце у тренутку кад се оно "рађа" у намјери да га уништи (Овај опис понашања але је веома сличан понашању але). Тако, по једном предању, некад су постојала три Сунца, па се једна аждаја одлучила да их "попије" (прогута). Она се попела на високу планину иза које су се та три Сунца рађала, подигла је главу и успела да прогута два. То су примјетиле ластавица и гуштерица, и одлучиле да спасу треће Сунце. Гуштерица је угризла аждају за реп и тако јој скренула пажњу за извесно време, а ластавица је склонила Сунце испред аждаје. По другом предању, негдје на истоку једна велика аждаја стално покушава да прогута Сунце које ујутру излази из воде, али је тада св. Илија својим громом уплаши и отјера у воду. Такође, у народним предањима се спомиње да аждаје знају нападати и Мјесец. Код подравских Хрвата, пред празник света Три краља су дјецу плашили аждајом да би постила, говорећи им да је то потребно да би ојачао ланац којим је аждаја свезана у паклу, иначе ће у противном аждаја покидати ланац и прогутати цјели свијет.
По народном вјеровању из Срема, у току олује аждаје лете у густим и страшним облацима, одакле бљују град по усјевима. Тада се против њих су боре облачари, који су штитили поља свога села од града. У неким крајевима се веровало да је дуга аждаја која пије воду.
У народним предањима се често спомињу многа географска мјеста на којима обитавају аждаје:
- По предањима у језеру под Тројановим градом је живјела аждаја која је прождирала сваки дан животињску жртву (овцу) и по једну дјевојку. По другом предању, становништво града Тројана било је многобожачко, вјеровало је у сребрног и позлаћеног бога. Једног дана град потоне у језеро, у коме се појави аждаја. Она је сваког дана прождирала по једну девојку, коју су јој људи били дужни жртвовати. Кад је дошао ред да се жртвује краљева ћерка, она одлучи да прими хришћанство, и св. Ђорђе ју је спаси од смрти тако што је копљем пробо аждају[1];
- По предању Милош Обилић је хтио да подигне манастир у Браничеву, али у сну му се јави Свети Ђорђе и рече му да ће у томе успјети тек кад погуби аждају која обитава испод града Голупца. Обилић јој је одсјекао све три главе, те изградио манастир Туман. Иза аждаје је остало њено младунче, које плакало је за погубљеном мајком и од његових суза су тако настале мушице[1];
- По једном предању аждаја је ранила комску вилу, која се купала у Плавском језеру, па јој је вилин побратим одсјекао главу[1];
- По предању св. Сава је окаменио аждају која је живела у виру ријеке Студенице и хтела да прогута момка и дјевојку[1][11];
- По предању у близини Белог Поља било је језеро на месту Врановцу и у њему аждаја, која је гутала стоку на језерском појилу. Како предање каже неки ковач одлучи да окује гвожђем рогове свог бика и да га пусти крај језера. Бик је наишао на аждају и пробо је роговима, а језеро је отекло у рудничко село Трепчу[1];
- По предању муслиманског становништва са Пештера, аждају која је живела у једном Пештерском језеру, сабљом је посјекао Алија Ђерзелез[2];
- По једном предању у језеру код села Облачине (Добричка област) Турци су убили аждају, а по другом су је отјерали и она је одлетела у Блатно језеро у Мађарској[1].
- По предању, које је записано почетком 20. века, у Облачинском језеру је живјела аждаја коју су Турци убили. Ово је проузроковало да се појави велика олуја и градоносни облаци који су погодили околни крај[2];
- Такође се спомиње да аждаје живе у мочварама Засавице у Мачви, у Скадарском језеру, у пољу Змичу код Параћина, у планинском језеру код села Мамуњева у Кучима, у тзв "мочварама без дна" код Мостара, у језеру села Калудре у околини Берана, у језеру планине Округлице у околини Високог, у језеру испод Ширин-града код Сиња и у језеру на планини Звијезди у Подрињу[1][2].

## У популарној култури

### У књижевности
- У нашој домаћој књижевности се могу пронаћи нека дјела у којима се спомиње аждаја.
  - Тако се у појединим народним бајкама, које је записао Вук Стефановић Караџић, појављује аждаја која има углавном улогу антагониста. Једна од тих бајки је и Аждаја и царев син[12];
  - Аждаја се такође појављује и у дјечијим пјесмама Љубивоја Ршумовића, као што су Зашто аждаја плаче и Аждаја своме чеду тепа.